# Kenneth Walker III
Kenneth Walker III (Arlington, 20 ottobre 2000) è un giocatore di football americano statunitense che milita nel ruolo di running back per i Seattle Seahawks della National Football League (NFL).

## Carriera universitaria
Walker giocò alla Wake Forest University nel 2019 e 2020. Nel corso di questi due anni corse 1.158 yard e 17 touchdown. Dopo la stagione 2020 si trasferì alla Michigan State University dove divenne subito titolare. Nel suo debutto con gli Spartans corse 264 yard e segnò 4 touchdown.  Quei 4 touchdown furono il doppio di quanto segnato da Michigan nella stagione precedente. A fine anno fu premiato con il Doak Walker e il  Walter Camp Player of the Year Award.

## Carriera professionistica

### Stagione 2022
Walker fu scelto nel corso del secondo giro (41º assoluto) del Draft NFL 2022 dai Seattle Seahawks. A causa di un'ernia riscontrata in pre-stagione fu costretto a saltare la partita del primo turno, debuttando nel secondo contro i San Francisco 49ers correndo 4 volte per 10 yard. Nella settimana 5 segnò il suo primo touchdown dopo una corsa da 69 yard contro i New Orleans Saints. Nel turno successivo disputò la prima gara come titolare dopo l'infortunio che pose fine alla stagione di Rashaad Penny, rispondendo con 97 yard corse e un touchdown nella vittoria sugli Arizona Cardinals. Nel settimo turno Walker divenne il secondo rookie della storia dei Seahawks (dopo Curt Warner nel 1983) a correre almeno 150 yard e segnare due o più touchdown su corsa nella stessa gara: nella vittoria in casa dei Los Angeles Chargers terminò con 168 yard corse e 2 marcature, inclusa una da 74 yard nel quarto periodo che fu la giocata più lunga della stagione del club fino a quel momento. Per questa prestazione fu premiato come running back della settimana. Alla fine di ottobre fu premiato come rookie offensivo del mese in cui guidò tutti i debuttanti con 432 yard corse e 5 touchdown.
Nella settimana 9 Walker corse 109 yard e 2 touchdown nella vittoria sugli Arizona Cardinals, divenendo il primo giocatore dei Seahawks da Shaun Alexander nel 2007 con 50 yard corse e uno o più touchdown in cinque gare consecutive. Nel penultimo turno divenne il terzo rookie della storia della franchigia a guadagnare 1.000 yard dalla linea di scrimmage dopo Curt Warner e Joey Galloway. La settimana successiva raggiunse Warner quale unica altra matricola della squadra a superare le mille yard corse, terminando con 114 yard corse su 20 tentativi nella vittoria sui Los Angeles Rams che diede a Seattle la qualificazione ai playoff e venendo premiato come running back della settimana. La sua stagione si concluse guidando tutti i rookie con 1.050 yard corse, con 9 marcature, venendo inserito nella formazione ideale delle matricole dalla Pro Football Writers of America. Si classificò inoltre secondo nel premio di rookie offensivo dell'anno dietro a Garrett Wilson, malgrado l'avere segnato più del doppio dei touchdown (9 contro 4) e avere avuto più yard dalla linea di scrimmage (1.215 a 1.107).
Nel suo debutto nei playoff, Walker corse 63 yard e un touchdown ma i Seahawks furono eliminati dai San Francisco 49ers numeri due del tabellone della NFC.

### Stagione 2023
Nel secondo turno Walker segnó due touchdown su corsa nella vittoria esterna sui favoriti Detroit Lions. La settimana successiva guidò la squadra con 97 yard corse e altri due touchdown nella vittoria sui Carolina Panthers, venendo premiato come miglior giocatore offensivo della NFC della settimana. Nel decimo turno segnò il primo touchdown su ricezione in carriera nella vittoria sui Washington Commanders su passaggio da 64 yard di Geno Smith. La settimana successiva fu costretto a lasciare la gara contro i Rams nel primo tempo per un infortunio a un muscolo della gamba, non facendo più ritorno in campo. Fu costretto a saltare le successive due gare facendo ritorno nella settimana 14 contro i 49ers. Nel turno successivo guidò la squadra con 86 yard corse e tornò a segnare un touchdown su una corsa da 23 yard nella vittoria in rimonta sui Philadelphia Eagles. La seconda stagione di Walker si chiuse guidando la squadra con 905 yard corse e 8 touchdown in 15 presenze, tutte come titolare, mentre Seattle rimase di un soffio fuori dai playoff.

### Stagione 2024
Walker aprì la stagione con 103 yard corse, tra cui un touchdown da 23 yard, nella vittoria per 26-20 sui Broncos. Nelle due gare successive non poté essere in campo a causa di un infortunio muscolare. Tornò in campo nel Monday Night Football del quarto turno perso contro i Lions, in cui corse 80 yard e segnò 3 touchdown. Nella settimana 7, giorno del suo compleanno, fu in dubbio fino agli ultimi istanti per un'influenza ma riuscì a essere in campo nella vittoria sugli Atlanta Falcons in cui corse 69 yard e segnó un touchdown su corsa e uno su ricezione. Nel finale di stagione saltó diverse partite per infortunio, chiudendo con 573 yard corse e 7 touchdown in 11 presenze, tutte come titolare.

## Palmarès
- Giocatore offensivo della NFC della settimana: 1

3ª del 2023
- Running back della settimana: 2

7ª e 18ª del 2022
- Rookie offensivo del mese: 1

ottobre 2022
- PFWA All-Rookie Team - 2022

## Statistiche

### Stagione regolare
| Stagione | Stagione | Stagione | Stagione | Corse | Corse | Corse | Corse | Corse | Ricezioni | Ricezioni | Ricezioni | Ricezioni | Ricezioni | Fumble | Fumble |
| Anno     | Squadra  | P        | PT       | Ten.  | Yard  | Media | Max   | TD    | Ric.      | Yard      | Media     | Max       | TD        | Fum    | Persi  |
| -------- | -------- | -------- | -------- | ----- | ----- | ----- | ----- | ----- | --------- | --------- | --------- | --------- | --------- | ------ | ------ |
| 2022     | SEA      | 15       | 11       | 228   | 1050  | 4,6   | 74    | 9     | 25        | 165       | 11,0      | 33        | 0         | 0      | 0      |
| Totale   | Totale   | 15       | 11       | 228   | 1050  | 4,6   | 74    | 9     | 25        | 165       | 11,0      | 33        | 0         | 0      | 0      |

Fonte: Football Database

Statistiche aggiornate alla settimana 18 della stagione 2022